# Acidiostigma polyfasciatum
Acidiostigma polyfasciatum är en tvåvingeart som först beskrevs av Miyake 1919.  Acidiostigma polyfasciatum ingår i släktet Acidiostigma och familjen borrflugor. Inga underarter finns listade i Catalogue of Life.